# Setebos
Setebos, o Urano XIX, è il satellite naturale irregolare più esterno del pianeta Urano dopo Ferdinando.

## Scoperta
È stato scoperto il 18 luglio 1999, da un gruppo di astronomi composto da John Kavelaars, Brett Gladman, Matthew Holman, Jean-Marc Petit e Hans Scholl.
Al momento della scoperta ha ricevuto la designazione provvisoria S/1999 U 1.

## Denominazione
In seguito, l'Unione Astronomica Internazionale (IAU) gli ha assegnato la denominazione ufficiale che fa riferimento a Setebos, la divinità adorata da Calibano e Sicorace nella commedia La tempesta di William Shakespeare.

## Parametri orbitali
Si tratta di un piccolo satellite irregolare, dal diametro medio di circa 30 km, con ogni probabilità privo di qualsiasi attività geologica. Come numerosi altri satelliti esterni di Urano, Setebos ruota attorno al pianeta madre in direzione retrograda.
I parametri orbitali suggeriscono che possa appartenere allo stesso gruppo di Sicorace e Prospero, facendo pensare a un'origine comune. Tuttavia questa ipotesi non è supportata dall'analisi dei colori. Alla luce visibile Setebos appare di colore grigio (indice di colore: B-V=0.77, R-V=0.35), simile a quello di Prospero, mentre Sicorace è di colore rosso.